# Liste des préfets de la Haute-Vienne
Liste des préfets de Haute-Vienne depuis la création du département. Le siège de la préfecture est à Limoges.

## Préfets duConsulatet duPremier Empire
| Période     | Période      | Identité                     | Fonction précédente | Observation |
| ----------- | ------------ | ---------------------------- | --- | --- |
| 2 mars 1800 | 9 mars 1802  | François Pougeard du Limbert | Avocat au Parlement de Paris (1777), Membre de l'Assemblée provinciale du Poitou (1787), Député de la sénéchaussée d'Angoulême aux États généraux de 1789, Commissaire à la Caisse de l'Extraordinaire, Député puis secrétaire (1791) de l'Assemblée constituante, Administrateur et président du district de Confolens (1791), Maire de Confolens (novembre 1791 - novembre 1792), Juge de paix de Confolens (25 septembre 1792), Représentant de la Charente au Conseil des Anciens (1795-1798) | Membre du Tribunat (27 mars 1802, secrétaire en l'an XII), Préfet de l'Allier (1807-1814, Cent-Jours) Nommé dans la Somme le 6 avril 1815, obtient son maintien dans l'Allier le 20 avril Député de la Charente à la Chambre (1821, 1827 et 1830) |
| 9 mars 1802 | 10 juin 1814 | Louis Texier-Olivier         | Député aux Conseil des Cinq-Cents Préfet des Basses-Alpes | (1re période) Renommé aux Cent jours |

## Préfets de laPremière Restauration(1814-1815)
| Période      | Période   | Identité        | Fonction précédente                                     | Observation |
| ------------ | --------- | --------------- | ------------------------------------------------------- | --- |
| 10 juin 1814 | mars 1815 | René de Brosses | Conseiller-auditeur à la Cour impériale de Paris (1810) | (1repériode) ; nommé Préfet de Loire-Inférieure (12 juillet 1815 (seconde Restauration) - 23 mars 1822) Préfet du Rhône (1823-1830) |

## Préfets desCent-Jours
| Période       | Période         | Identité                   | Fonction précédente | Observation |
| ------------- | --------------- | -------------------------- | --- | --- |
| 22 mars 1815  | Sans suite      | Charles-Achille de Vanssay | Auditeur au Conseil d'État Sous-préfet de Château-Gontier Préfet des Basses-Pyrénées (1810) Préfet du Vaucluse (15 mars 1815, sans suite) | Il refuse sa nomination Préfet de la Manche (12 juillet 1815 : seconde Restauration) Préfet de la Seine-Inférieure (1820-1828) Conseiller d'État honoraire Préfet de Loire-Inférieure (1828-1830) |
| 15 avril 1815 | 14 juillet 1815 | Louis Texier-Olivier       | | (2epériode) |

## Préfets de laSeconde Restauration(1815-1830)
| Période            | Période            | Identité                                                  | Fonction précédente                                          | Observation               |
| ------------------ | ------------------ | --------------------------------------------------------- | ------------------------------------------------------------ | ------------------------- |
| 14 juillet 1815    | 19 février 1816    | Alexandre André de Flavigny (1769-1816)                   | Préfet de la Haute-Saône (préfet de la Meuse, non-acceptant) |                           |
| 19 février 1816    | 19 janvier 1819    | Joseph Prosper Hippolyte de Barrin (1779-1842)            | préfet de la Lozère                                          |                           |
| 19 janvier 1819    | 27 juin 1823       | André de Biaudos comte de Casteja                         | Préfet du Haut-Rhin                                          | Nommé préfet de la Vienne |
| 27 juin 1823       | 1er septembre 1824 | Stanislas Catherine Alexis de Blocquel de Croix de Wismes | Préfet de Maine-et-Loire                                     | Nommé préfet de l'Aube    |
| 1er septembre 1824 | 7 août 1830        | Charles-Joseph, baron Coster                              | Préfet de la Mayenne                                         | Passe à la retraite       |

## Préfets de la monarchie de Juillet (1830 - 1848)
| Période          | Période          | Identité                                    | Fonction précédente                                                                                 | Observation                                                               |
| ---------------- | ---------------- | ------------------------------------------- | --------------------------------------------------------------------------------------------------- | ------------------------------------------------------------------------- |
| 7 août 1830      | 14 juillet 1833  | Alexandre-Étienne-Guillaume de Théis, baron | préfet de la Corrèze (juillet, 1830, probablement non installé) Conseiller de préfecture de l'Aisne | Passe à la retraite                                                       |
| 14 juillet 1833  | 1er juillet 1835 | Jean Scipion Anne Mourgue                   | Préfet de la Dordogne                                                                               | Nommé préfet des Hautes-Alpes                                             |
| 1er juillet 1835 | 20 octobre 1838  | Albert-Edmond-Pierre-Stanislas Germeau      | Sous-préfet de Douai                                                                                | Nommé préfet de l'Oise                                                    |
| 20 octobre 1838  | 1er août 1841    | Charles Claude Renauldon, baron             | préfet de l'Aisne                                                                                   | Nommé préfet du Cher                                                      |
| 1er août 1841    | février 1848     | Edmé Tiburce Morisot                        | préfet du Cher                                                                                      | (père du peintre Berthe Morisot). Révoqué. Sera (1849) préfet du Calvados |

## Préfets et commissaires du gouvernement de la Deuxième République (1848-1851)
| Période         | Période         | Identité                         | Fonction précédente                                                   | Observation                                                          |
| --------------- | --------------- | -------------------------------- | --------------------------------------------------------------------- | -------------------------------------------------------------------- |
| 3 mars 1848     | mars 1848       | Jean-Baptiste Maurat-Ballange    |                                                                       | (commissaire du gouvernement). Député de la Haute-Vienne             |
| 30 mars 1848    | 25 mai 1848     | Jean-Baptiste Chamiot-Avanturier |                                                                       | (chargé de mission, commissaire adjoint). Nommé préfet de la Corrèze |
| 2 mai 1848      | 7 août 1848     | Frédéric Duché                   |                                                                       | (commissaire du gouvernement, puis préfet)                           |
| 7 août 1848     | 10 janvier 1849 | Frédéric Titot                   | Entrepreneur général des maisons centrales de Haguenau et d'Ensisheim | (Sera (1871) Député du Haut-Rhin)                                    |
| 10 janvier 1849 | 9 mai 1852      | Édouard de Mentque               | Préfet d'Eure-et-Loir                                                 | Nommé préfet de la Loire-Inférieure                                  |

## Préfets du Second Empire (1851-1870)
| Période          | Période          | Identité                                         | Fonction précédente      | Observation                                               |
| ---------------- | ---------------- | ------------------------------------------------ | ------------------------ | --------------------------------------------------------- |
| 9 mai 1852       | sans suite       | Emmanuel-Jean-Joseph Combe-Sieyes                | Préfet du Pas-de-Calais  | Nommé Préfet d'Ille-et-Vilaine                            |
| 3 juillet 1852   | 4 mars 1853      | Jean-Baptiste Stanislas Martial Migneret         | Préfet de la Sarthe      | Nommé Préfet de la Haute-Garonne                          |
| 4 mars 1853      | 27 novembre 1856 | Alphonse Louis Petit de La Fosse, baron          | Préfet de la Nièvre      | En non-activité. Sera (1858) Receveur général de l'Ariège |
| 27 novembre 1856 | 12 mars 1861     | Louis-Charles-Emmanuel de Coëtlogon, comte       | Préfet de l'Ain          | Nommé Préfet du Loiret                                    |
| 12 mars 1861     | 16 janvier 1862  | Louis-Amand-Camille Guillaume d'Auribeau         | Préfet des Landes        | Nommé préfet de la Manche                                 |
| 16 janvier 1862  | 23 juillet 1863  | Louis-Alexandre-Henry Grossin de Bouville, comte | Préfet de la Manche      | Nommé préfet de la Gironde                                |
| 23 juillet 1863  | 12 mars 1868     | Alphonse Charles Boby de la Chapelle             | Préfet de l'Aveyron      | Nommé préfet du Finistère                                 |
| 12 mars 1868     | 28 juillet 1869  | Alfred Demanche                                  | préfet des Côtes-du-Nord | Nommé préfet du Doubs                                     |
| 28 juillet 1869  | 31 janvier 1870  | Constantin Arnoux de Maison-Rouge                | Préfet du Doubs          | Nommé Trésorier-payeur général de la Haute-Vienne         |
| 31 janvier 1870  | 5 septembre 1870 | Étienne Henri Garnier                            | Préfet de l'Hérault      | Passe à la retraite. Sera (1876-1884) député de l'Yonne   |

## Préfets de la Troisième République (1870-1940)
| Période           | Période           | Identité                                 | Fonction précédente | Observation |
| ----------------- | ----------------- | ---------------------------------------- | --- | --- |
| 5 septembre 1870  | 25 octobre 1870   | Georges Périn                            | Journaliste voyageur | Nommé commissaire civil au camp de Toulouse |
| 25 octobre 1870   | 23 mars 1871      | Justin Massicault                        | Journaliste | (1re période), reprend le journalisme |
| 23 mars 1871      | 8 mai 1872        | Léopold Delpon                           | Maire de Livernon | mort en fonction |
| 8 mai 1872        | 26 mai 1873       | Jean Marie Félix Cottu, baron            | Préfet de l'Aveyron | Préfet de Saône-et-Loire |
| 26 mai 1873       | 18 avril 1877     | Charles Le Myre de Vilers                | officier d'ordonnance de l'amiral de La Roncière commandant le corps des marins pendant le siège de Paris, promu lieutenant de vaisseau | Directeur des affaires civiles et financières du gouvernement général de l'Algérie |
| 18 avril 1877     | 21 mai 1877       | Charles Henry Raguet de Brancion         | Préfet de Vaucluse | en non-activité avec traitement, le 24 mai. Nommé (décembre) Préfet de la Loire-Inférieure                                                                                             |
| 21 mai 1877       | 18 décembre 1877  | Vicomte Tilburce Sebastiani              | Préfet de l'Indre (sans suite) Préfet de la Nièvre                                                                                      | Remplacé |
| 18 décembre 1877  | 28 février 1882   | Justin Massicault                        | journaliste, Chef du service de presse                                                                                                  | (2e période). Nommé préfet de la Somme |
| 28 février 1882   | 4 avril 1883      | Henri Fresne                             | Préfet de l'Hérault | Passe en disponibilité |
| 4 avril 1883      | 12 février 1886   | Edmond Lebœuf                            | Préfet de la Lozère | Mort en fonction |
| 12 février 1886   | 10 janvier 1888   | Raymond Théodore Louis Michel            | Préfet de la Haute-Saône | Préfet de la Côte-d'Or |
| 10 janvier 1888   | 1er décembre 1888 | Léon Stéhelin                            | Préfet de Seine-et-Marne | Nommé préfet de Meurthe-et-Moselle |
| 1er décembre 1888 | 7 janvier 1891    | Jacques Amable André Faure de Beauregard | Préfet de l'Yonne | Mort en fonction 8 décembre 1890 |
| 7 janvier 1891    | 16 novembre 1895  | Eugène Sée                               | Préfet de la Haute-Saône | Nommé préfet de Maine-et-Loire mais non-acceptant |
| 16 novembre 1895  | 23 mai 1896       | Charles François Dumoulin                | Préfet du Cher, non installé Préfet des Côtes-du-Nord                                                                                   | Nommé préfet de Saône-et-Loire |
| 23 mai 1896       | 18 juillet 1898   | Raoul Couppel du Lude                    | Préfet de l’Orne | Nommé préfet du Gard |
| 18 juillet 1898   | 24 septembre 1900 | Paul Boudier                             | Préfet de Saône-et-Loire | Nommé Trésorier-payeur général du Doubs |
| 24 septembre 1900 | 5 septembre 1904  | Edgar Monteil                            | Préfet de la Creuse | Après conflits avec les sénateurs, nommé Directeur de l'asile de Villejuif |
| 5 septembre 1904  | 12 mai 1905       | Jean Joseph Félix Cassagneau             | Préfet de la Corse | Nommé Trésorier-payeur général de la Manche |
| 12 mai 1905       | 8 décembre 1906   | Marcel Delanney                          | Préfet de la Corse | Nommé Directeur général de l'enregistrement, des domaines et du timbre |
| 8 décembre 1906   | 23 janvier 1909   | Charles Lallemand                        | préfet du Gers | Nommé Directeur de l'administration générale |
| 23 janvier 1909   | 23 novembre 1910  | André Regnault                           | Préfet de la Charente-Inférieure | Nommé préfet de l'Aisne |
| 23 novembre 1910  | 31 décembre 1913  | Benoît Alfred Morain                     | Préfet de l'Indre | Nommé Directeur du personnel |
| 31 décembre 1913  | 12 septembre 1918 | Paul Truc                                | Préfet de la Creuse | Retraite pour raison de santé |
| septembre 1918    | 15 janvier 1920   | Henri Arnault                            | Préfet de Loir-et-Cher | Nommé Préfet de la Gironde |
| 15 janvier 1920   | 16 février 1921   | Adrien Georges Bonnefoy-Sibour           | Préfet de l'Aisne | De nouveau nommé préfet de l'Aisne |
| 16 février 1921   | 27 juillet 1922   | Michel Maestracci                        | Préfet de l'Indre | Nommé préfet de l'Eure |
| 27 juillet 1922   | 12 octobre 1922   | Georges Ernest Marie Goublet             | Préfet de l'Eure | Nommé Secrétaire général de l'office national des pupilles de la nation |
| 12 octobre 1922   | 29 janvier 1929   | Louis Mage                               | Préfet de Loir-et-Cher | Nommé préfet du Finistère |
| 29 janvier 1929   | 23 mai 1931       | Henri Kuenzé                             | Préfet du Gers | Nommé préfet de Seine-et-Marne |
| 23 mai 1931       | 29 mars 1934      | Myrtil Stirn                             | Préfet d'Eure-et-Loir | Nommé Préfet de Maine-et-Loire |
| 29 mars 1934      | 26 février 1935   | Pierre Léon Monnier                      | Préfet du Jura | Nommé Préfet du Var |
| 26 février 1935   | 30 août 1938      | Pierre Ancel                             | Préfet de la Haute-Marne | Préfet de Maine-et-Loire |
| 30 août 1938      | 6 juin 1939       | Henry Chavin                             | Préfet de Vaucluse | Nommé préfet de Constantine |
| 6 juin 1939       | non installé      | Pierre Combes                            | Directeur de la police du territoire et des étrangers                                                                                   | (nommé « pour ordre ») À la retraite de 1940 à 1945 Sera nommé (1944) chargé de l'inspection générale des camps et centres d'internement Sera nommé (1946) Préfet des Bouches-du-Rhône |
| 6 juin 1939       | 17 septembre 1940 | Amédée Pierre Ducombeau                  | Préfet du Tarn | Préfet du Cher |

## Préfets deVichy(1940-1944)
| Période           | Période           | Identité                | Fonction précédente                                           | Observation |
| ----------------- | ----------------- | ----------------------- | ------------------------------------------------------------- | --- |
| 25 septembre 1940 | 15 juin 1941      | François Bard           | chef d'état-major de l'amiral de Laborde                      | Nommé préfet de police |
| 16 juin 1941      | 17 juin 1941      | Guy Périer de Féral     | Préfet de la Haute-Marne                                      | Nommé Secrétaire général de la Seine |
| 18 juin 1941      | 5 décembre 1941   | Pierre Jean Berger      | Directeur du Cabinet du ministre à l'intérieur Adrien Marquet | (préfet de la région de Limoges). Nommé Trésorier-payeur général du Doubs |
| 18 juin 1941      | 8 janvier 1943    | Jean Albert Popineau    | Sous-préfet de Narbonne                                       | (préfet délégué) Nommé préfet de la Dordogne |
| 28 avril 1942     | 8 janvier 1943    | Antoine Lemoine         | Préfet de la Loire, puis directeur des Communications         | (préfet de la région de Limoges). Nommé préfet des Bouches-du-Rhône |
| 8 janvier 1943    | 11 septembre 1943 | René Édouard Rivière    | Préfet de la Dordogne                                         | (préfet de la région de Limoges). Nommé préfet hors cadre |
| 8 janvier 1943    | 8 février 1943    | Louis François Tuaillon | Secrétaire général de Seine-et-Oise                           | (préfet délégué) Nommé préfet délégué à Marseille |
| 8 janvier 1943    | 24 janvier 1944   | Gaston Adrien Veveaud   | Sous-préfet de Lorient                                        | (préfet délégué) Nommé préfet du Jura |
| 11 septembre 1943 | 17 novembre 1944  | Marc-Paul Freund-Valade | Préfet de l'Aude                                              | (préfet de la région de Limoges, interim de Rivière) (Situation administrative régularisée 1er février 1958, rappelé à l'activité avec reconstitution de carrière 31 juillet 1961) |
| 24 janvier 1944   | 17 novembre 1944  | Chérif Mécheri          | Sous-préfet de Narbonne                                       | (préfet délégué). Sera (1945) chargé de mission au cabinet du ministre et (1946) préfet des Basses-Alpes                                                                           |

## Préfets et commissaires de la République duGPRFet de la Quatrième République (1944-1958)
| Période          | Période          | Identité                       | Fonction précédente                                                                                  | Observation |
| ---------------- | ---------------- | ------------------------------ | --- | --- |
| 10 mai 1944      | 18 août 1944     | André Fourcade, alias Vergnaud | | Commissaire du gouvernement provisoire, arrêté par la Gestapo en juin 1944, fusillé à Buzet-sur-Tarn le 17 août 1944            |
| 18 août 1944     | 12 mars 1946     | Pierre Boursicot               | préfet du Cher                                                                                       | (Commissaire du gouvernement provoisoire de la région de Limoges) Nommé (12 mars 1946) Directeur général de la sûreté nationale |
| 22 août 1944     | 8 septembre 1944 | Albert Chaudier                | Pasteur                                                                                              | Président de la Commission départementale de Libération , faisant fonction de préfet                                            |
| 8 septembre 1944 | 14 janvier 1947  | Jean Chaintron                 | prisonnier évadé en juin 1944, dirige les maquis F.T.P. de Dordogne, Creuse, Corrèze et Haute-Vienne | Nommé Directeur du Cabinet du vice-président du conseil des ministres Maurice Thorez                                            |
| 14 janvier 1947  | 19 mai 1948      | André Trémeaud                 | Préfet de la Vienne                                                                                  | Nommé préfet du Loiret |
| 19 mai 1948      | 26 juillet 1950  | Pierre-Henry Rix               | Préfet de l'Aube                                                                                     | Nommé préfet du Puy-de-Dôme |
| 26 juillet 1950  | 10 juillet 1954  | Roger Gazier                   | Préfet du Var                                                                                        | Congé de longue durée, puis retraite d'invalidité                                                                               |
| 10 juillet 1954  | 30 août 1954     | Jean Chapel                    | Préfet d'Indre-et-Loire                                                                              | Nommé préfet du Finistère |
| 30 août 1954     | 23 juillet 1956  | Georges Briand                 | Directeur du cabinet du ministre de l'information Albert Gazier                                      | Nommé Directeur du Cabinet du président du conseil des ministres Guy Mollet                                                     |
| 23 juillet 1956  | 27 mai 1959      | Claude Laffont                 | Préfet du Doubs                                                                                      | Nommé préfet de la Vienne |

## Préfets de la Cinquième République (depuis 1958)
| Période           | Période           | Identité                         | Fonction précédente                                                                                                | Observation |
| ----------------- | ----------------- | -------------------------------- | --- | --- |
| 27 mai 1959       | 22 février 1961   | Etienne Pierre Hippolyte Lambert | Préfet, Inspecteur général de l'Administration en mission extraordinaire pour les départements de la région d'Oran | Congé spécial, Président du groupement interprofessionnel du logement en France des cadres et salariés du commerce et de l'industrie et autres fonctions |
| 22 février 1961   | 17 septembre 1965 | Michel Virenque                  | Préfet du Département de Mostaganem                                                                                | à partir de 14 mars 1964 , le préfet de la Haute-Vienne devient préfet de la région Limousin Nommé Secrétaire général de la Seine                        |
| 17 septembre 1965 | 12 juillet 1967   | Jacques Juillet                  | Préfet de l'Ariège                                                                                                 | Nommé préfet de la région Centre, préfet du Loiret |
| 12 juillet 1967   | 30 octobre 1972   | Olivier Philip                   | Conseiller technique de Georges Pompidou, Premier ministre                                                         | Nommé préfet de la région Bretagne, préfet d'Ille-et-Vilaine                                                                                             |
| 30 octobre 1972   | 20 mai 1977       | Maurice Lambert                  | Préfet de Meurthe-et-Moselle                                                                                       | Nommé préfet de la région Languedoc-Roussillon, préfet de l'Hérault                                                                                      |
| 25 avril 1977     | 22 janvier 1979   | Jacques Corbon                   | Secrétaire général de la région parisienne                                                                         | Nommé préfet de la région Midi-Pyrénées, préfet de la Haute-Garonne                                                                                      |
| 7 janvier 1979    | 7 août 1981       | Gilbert Carrère                  | Préfet du Val-d'Oise                                                                                               | Nommé préfet de la région Bretagne, préfet d'Ille-et-Vilaine                                                                                             |
| 7 août 1981       | 8 mars 1985       | Jacques Gérard                   | Préfet de l'Eure                                                                                                   | Nommé préfet hors cadre. (mai 1986: passe à la retraite)                                                                                                 |
| 8 mars 1985       | 29 octobre 1986   | Jean-Claude Quyollet             | Préfet de l'Oise                                                                                                   | Nommé préfet de la région Haute-Normandie, préfet de la Seine-Maritime                                                                                   |
| 29 octobre 1986   | 19 juillet 1989   | Philippe Loiseau                 | Préfet du Val-de-Marne                                                                                             | Nommé préfet de la région Picardie, préfet de la Somme                                                                                                   |
| 30 août 1989      | 19 juillet 1991   | Henri Rouanet                    | Préfet de Meurthe-et-Moselle                                                                                       | Nommé préfet de la région Picardie, préfet de la Somme                                                                                                   |
| 19 juillet 1991   | 22 octobre 1992   | Jean-Paul Proust                 | Préfet de la région Guadeloupe                                                                                     | Nommé préfet de la région Haute-Normandie, préfet de la Seine-Maritime                                                                                   |
| 22 octobre 1992   | 24 juin 1993      | Jean Mingasson                   | préfet en service détaché                                                                                          | Nommé conseiller d’Etat en service extraordinaire |
| 24 juin 1993      | 1er juin 1995     | Bertrand Landrieu                | Préfet de la Manche                                                                                                | Nommé directeur du cabinet du président de la République                                                                                                 |
| 1er juin 1995     | 17 octobre 1996   | Jean Anciaux                     | préfet en service détaché                                                                                          | Passe à la retraite |
| 17 octobre 1996   | 27 janvier 2000   | Michel Diefenbacher              | préfet de la région Guadeloupe                                                                                     | Nommé préfet de la région Poitou-Charentes, préfet de la Vienne                                                                                          |
| 27 janvier 2000   | 25 juin 2002      | Pierre Mutz                      | Préfet de l'Essonne                                                                                                | Nommé directeur général de la gendarmerie nationale |
| 25 juin 2002      | 7 juillet 2004    | Paul Roncière                    | Secrétaire général de la mer                                                                                       | Nommé préfet de la région Bourgogne, préfet de la Côte-d'Or                                                                                              |
| 9 juillet 2004    | 8 février 2007    | Dominique Bur                    | Directeur général des collectivités locales au ministère de l'intérieur                                            | Nommé préfet de région Bourgogne, préfet de Côte-d'Or |
| 8 février 2007    | 9 juillet 2007    | Michel Cadot                     | Conseiller de Dominique de Villepin, Premier ministre                                                              | Nommé directeur de cabinet de la ministre de l'Intérieur Michèle Alliot-Marie                                                                            |
| 9 juillet 2007    | 7 octobre 2010    | Évelyne Ratte                    | Préfète de l'Aisne                                                                                                 | Conseiller maître à la Cour des comptes |
| 7 octobre 2010    | 20 juillet 2011   | Yves Dassonville                 | Haut-commissaire de la République en Nouvelle-Calédonie                                                            | Nommé préfet de la région Poitou-Charentes, préfet de la Vienne                                                                                          |
| 22 juillet 2011   | avril 2013        | Jacques Reiller                  | Directeur adjoint du collège stratégique du Ministère de l’Intérieur                                               | Nommé préfet hors cadre, puis Conseiller d'État |
| 11 avril 2013     | septembre 2014    | Michel Jau                       | préfet des Yvelines                                                                                                | Nommé préfet de la région Centre-Val de Loire, préfet du Loiret                                                                                          |
| 18 septembre 2014 | 31 décembre 2015  | Laurent Cayrel                   | préfet du Var | Nommé Conseiller du Gouvernement, Directeur du pôle territorial au Commissariat général à l'investissement (CGI) auprès du Premier Ministre              |
| 1er janvier 2016  | 10 novembre 2018  | Raphaël Le Méhauté               | commissaire général délégué à l'égalité des territoires                                                            | Centre des hautes études du ministère de l'Intérieur |
| 24 octobre 2018   | 7 octobre 2021    | Seymour Morsy                    | préfet de l'Indre                                                                                                  | Nommé chef du service à compétence nationale dénommé « Service national des données de voyage » (SNDV)                                                   |
| 7 octobre 2021    | 21 aout 2023      | Fabienne Balussou                | préfète de Haute-Saône                                                                                             | |
| 21 aout 2023      |                   | François PESNEAU                 | préfet de Loir-et-Cher                                                                                             | |